# Phanerota cubensis
Phanerota cubensis är en skalbaggsart som beskrevs av Thomas Casey 1906. Phanerota cubensis ingår i släktet Phanerota och familjen kortvingar. Inga underarter finns listade i Catalogue of Life.